# Bulkisen
Der Bulkisen (norwegisch für Klumpeneis) ist ein Gletscher aus blauem Eis im ostantarktischen Königin-Maud-Land. Er fließt zwischen dem Austhamaren und dem Bulken im Gebirge Sør Rondane.
Norwegische Kartografen, die ihn in Anlehnung an den benachbarten Hügel Bulken benannten, kartierten ihn 1957 anhand von Luftaufnahmen der US-amerikanischen Operation Highjump (1946–1947).